# Bandicota
Bandicota é um gênero de roedores da família Muridae. Os bandicotas não devem ser confundidos com os bandicutes, um grupo de marsupiais australianos.  

## Espécies
- Bandicota bengalensis (Gray e Hardwicke, 1833)
- Bandicota indica (Bechstein, 1800)
- Bandicota savilei Thomas, 1916